# Třída Samuel Gompers
Třída Samuel Gompers byla třída tendrů torpédoborců námořnictva Spojených států amerických. Jejich úkolem byla zásobovací a servisní podpora hladinových lodí. Byly to první lodě své kategorie postavené po druhé světové válce. Celkem byly postaveny dvě jednotky této třídy, provozované od roku 1967 do poloviny 90. let.

## Stavba
Celkem byly loděnicí Puget Sound Naval Shipyard v Bremertonu ve státě Washington postaveny dvě jednotky této třídy. Do služby přijaty v letech 1967-1968.
Jednotky třídy Samuel Gompers:
| Jméno                      | Spuštěna | Vstup do služby  | Status                                  |
| -------------------------- | -------- | ---------------- | --------------------------------------- |
| USS Samuel Gompers (AD-37) | 1966     | 1. července 1967 | vyřazena 1995, potopena jako cvičný cíl |
| USS Puget Sound (AD-38)    | 1966     | 27. dubna 1968   | vyřazena                                |

## Konstrukce

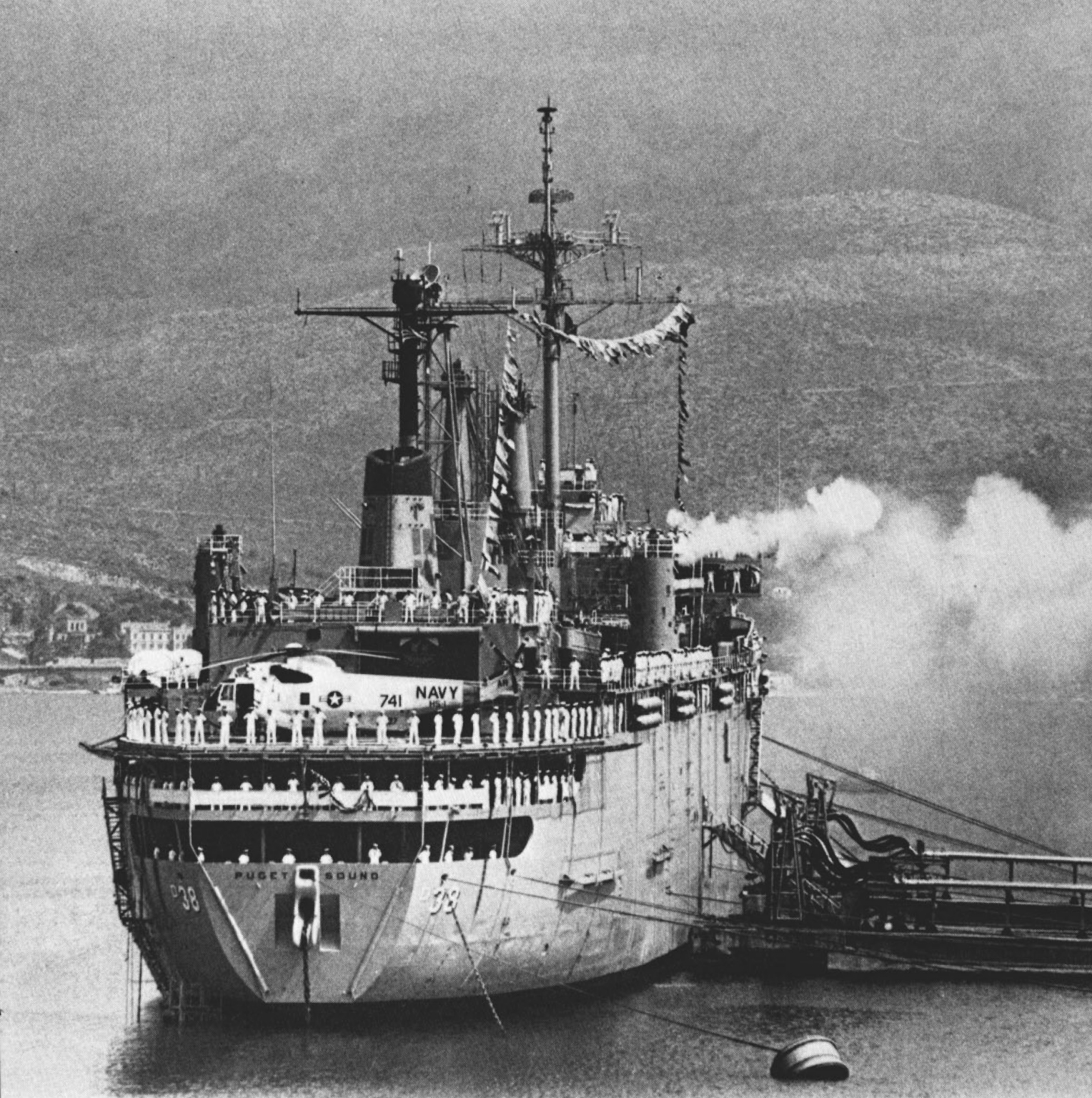
Puget Sound s vrtulníkem Sea King na zádi

Plavidla nesla námořní vyhledávací radar SPS-10 a navigační radar LN-66. Nesla satelitní komunikační systém SATCOM. Výzbroj tvořily dva 40mm kanóny, čtyři 20mm kanóny a minomet. Loď nesla přistávací plochu a zařízení pro podporu protiponorkového vrtulníku DASH. Pohonný systém tvořily dva kotle Combustion Engineering a turbína De Laval o výkonu 14 915 kW, pohánějící jeden lodní šroub. Nejvyšší rychlost dosahovala 18 uzlů (33 km·h−1).